# Matthias Withoos
Matthias Withoos (1627 Amersfoort – 1703 Hoorn), známý také jako Calzetta Bianca nebo Calzetti, byl nizozemský malíř zátiší a městských scén, známý hlavně svými obrazy s detaily hmyzu, plazů a podrostu v popředí svých obrazů.

## Životopis
Matthias Withoos se narodil v Amersfoortu. Studoval u Jacoba van Campena v jeho malířské škole v jeho venkovském domě a poté s Otto Marseusem van Schrieckem. Ve věku 21 let odešel Withoos do Říma spolu s van Schrieckem a Willemem van Aelstem. V Římě se připojili ke sdružení převážně nizozemských a vlámských umělců Bentvueghels. Ve sdružení dostal každý svou charakteristickou přezdívku, takzvané ohnuté jméno. Withoos dostal přezdívku Calzetta Bianca, v italštině Bílá punčoška. Withoosovo dílo upoutalo pozornost kardinála Leopolda Medicejského, který si u něj objednal různé obrazy. V roce 1653 se umělec vrátil do Amersfoortu. Když byl během francouzsko-nizozemské války Amersfoort obsazen francouzskými vojáky v katastrofálním roce 1672, Withoos uprchl z Amersfoortu do Hoornu, kde v roce 1703 zemřel. Mnoho ze sedmi Withoosových dětí se také stalo umělci. Jedním z nich byl i ilustrátor botanických spisů Alida Withoos. Withoosovým studentem byl malíř Caspar van Wittel, který se zasloužil o rozvoj žánru vedutových obrazů. Jedním z jeho žáků byl možná i Jacob van Staverden.

Mathias Withoos
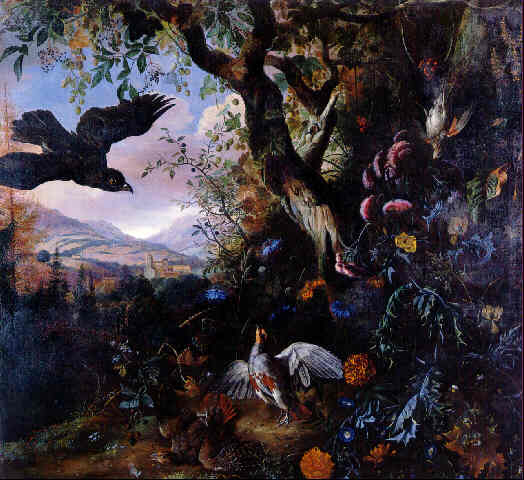
Krajina s ptáky, květinami a keři, asi 1600
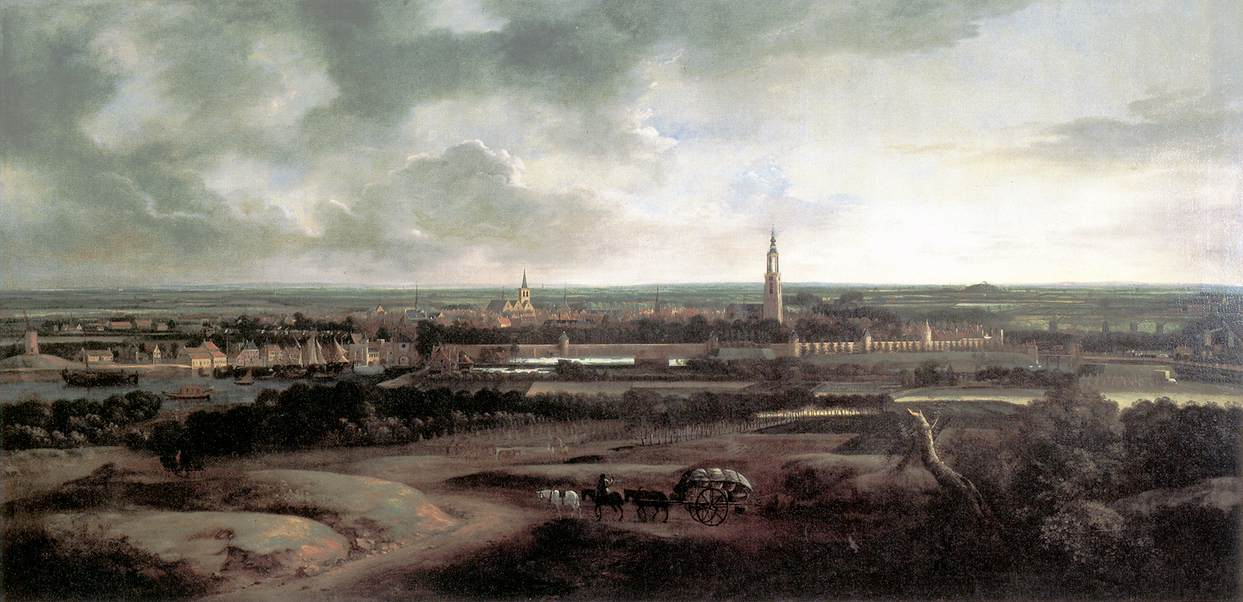
Pohled na město Amersfoort, rozměry 250 × 400 cm, 1671
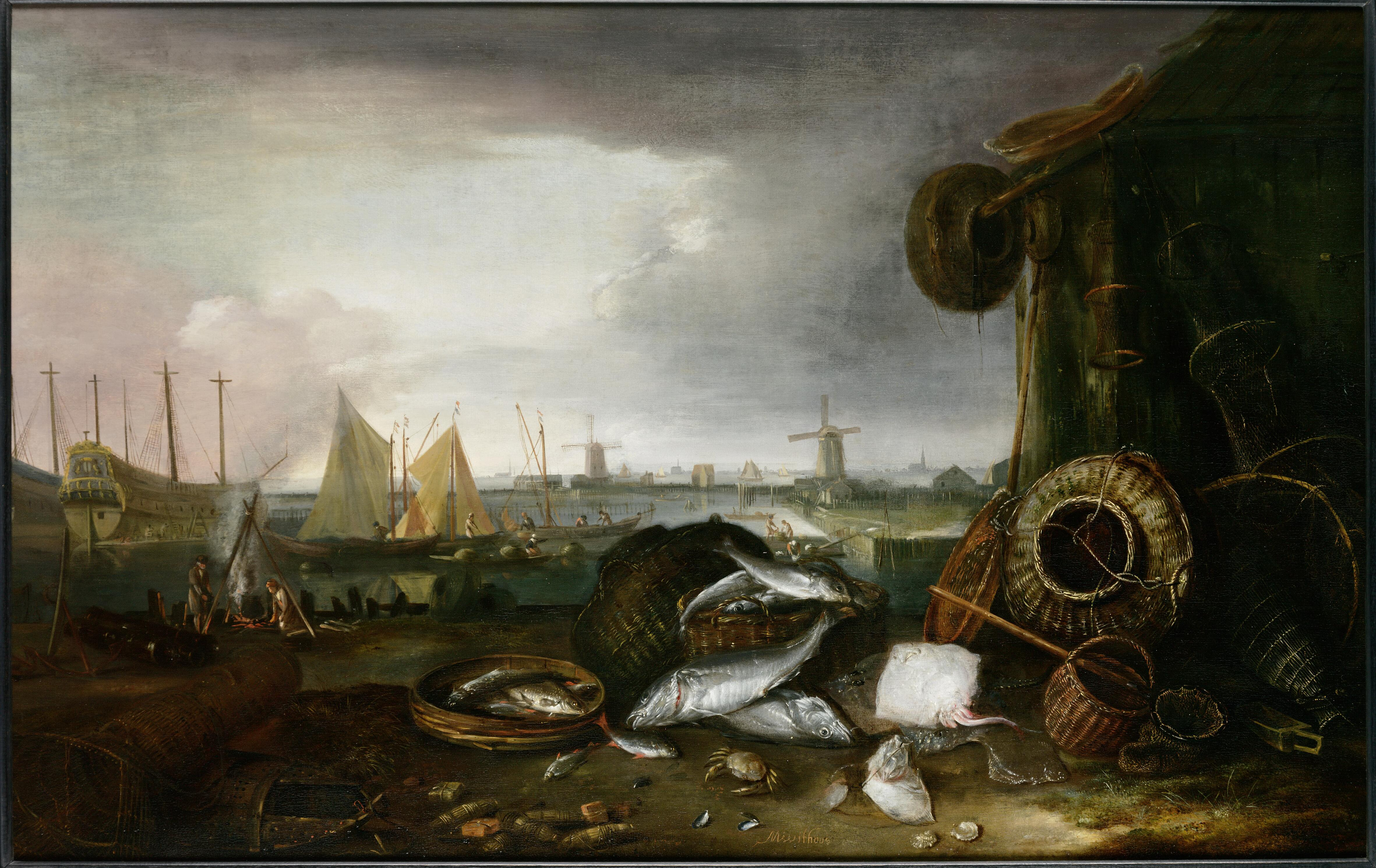
U přístavu, ukraden v roce 2005

## Dílo
Withoosovy obrazy zátiší stejně jako obrazy jeho učitele Van Schriecka jsou pozoruhodné svým detailním vykreslením temných, tajemných, divokých rostlin a podrostu obývaného hmyzem, plazy a jinými tvory z přírodního světa. Mnoho z těchto obrazů poukazují na nevyhnutelnost zániku a zmaru, tzv.vanitas motiv.  Obrazy s těmito tématy byly populární u sběratelů kabinetních obrazů. Withoos maloval i velké obrazy s městskými scenériemi, jako obraz Pohled na město Amersfoort, získaný v roce 2001 muzeem Flehite v Amersfoortu. Toto dílo o velikosti 2,5 m × 4 m bylo největším obrazem s pohledem na nizozemské město. Dvě verze obrazu De Grashaven byly ve sbírce muzea Westfries v Hoornu. Byly ukradeny v roce 2005.